# 1734
| 1734               |
| ------------------ |
| Dødsfald - Fødsler |
| • Begivenheder     |

| Gregoriansk kalender | 1734 MDCCXXXIV          |
| Ab urbe condita      | 2487                    |
| Armensk kalender     | 1183 ԹՎ ՌՃՁԳ            |
| Kinesiske kalender   | 4430 – 4431 癸丑 – 甲寅 |
| Etiopisk kalender    | 1726 – 1727             |
| Jødisk kalender      | 5494 – 5495             |
| Hindukalendere       |                         |
| - Vikram Samvat      | 1789 – 1790             |
| - Shaka Samvat       | 1656 – 1657             |
| - Kali Yuga          | 4835 – 4836             |
| Iransk kalender      | 1112 – 1113             |
| Islamisk kalender    | 1147 – 1148             |

Konge i Danmark: Christian 6. 1730-1746
Se også 1734 (tal)

## Begivenheder
- 21. april - husmand Erich Lassen finder det korte guldhorn

## Dødsfald
- 17. december – James Figg, Englands første boksemester